# Lucía Varela
Lucía Varela Gómez (La Coruña, 10 agosto 2003) è una pallavolista spagnola, centrale del MTV Stoccarda.

## Carriera

### Club
Lucía Varela inizia a giocare a pallavolo all'età di 12 anni: nella stagione 2018-19 è ingaggiata dal CAEP Soria, in Superliga 2 Femenina de Voleibol, dove resta per due annate, per poi passare al JAV Olímpico, debuttando in Superliga Femenina de Voleibol nella stagione 2020-21: con il club di Las Palmas de Gran Canaria si aggiudica lo scudetto 2020-21 e la Supercoppa spagnola 2021.
Nell'annata 2022-23 si trasferisce in Italia accettando l'offerta dell'AGIL, in Serie A1 mentre in quella successiva è in Francia, al Quimper, in Ligue A. Nel campionato 2024-25 si trasferisce in Germania, dove difende i colori del MTV Stoccarda, in 1. Bundesliga, aggiudicandosi la Supercoppa tedesca.

### Nazionale
Nel 2018 viene convocata nella nazionale spagnola under 17 e nel 2020 in quella under 19.
Nel 2021 ottiene le prime convocazioni nella nazionale maggiore, con cui conquista nello stesso anno la medaglia di bronzo all'European Golden League.

## Palmarès

### Club
- Campionato spagnolo: 1

2020-21
- Supercoppa spagnola: 1

2021
- Supercoppa tedesca: 1

2024

### Nazionale (competizioni minori)
- European Golden League 2021